# Острів Гендрік
Гендрік — незаселений острів на півночі Ґренландії.

## Назва
Острів названий на честь дослідника інуітів Гендріка Олсена, який був членом Другої експедиції Кнуда Расмуссена у 1916—1917 роках.

## Географія
Розташований у Ґренландському національному парку.
Площа острова складає 583 км², берегової лінії — 118,3 км, найвища точка — 1152 м.